# Eduardo Reyes Ortíz
Eduardo Reyes Ortíz (1907 – ?) bolíviai válogatott labdarúgó.
A bolíviai válogatott tagjaként részt vett az 1930-as világbajnokságon.

## Külső hivatkozások
- Eduardo Reyes Ortíz a FIFA.com honlapján Archiválva 2015. február 4-i dátummal a Wayback Machine-ben